# Robert Skowronski
Robert Krzysztof Skowronski, född 28 april 1980 i Warszawa, är en svensk musiker, musikalartist och A&R.

## Biografi
Robert Skowronski utbildade sig på The Urdang Academy i London, där han gick den treåriga musikalartistutbildningen. Han medverkade i talangprogrammet Popstars på Kanal 5, där han vann, och slog igenom med gruppen Supernatural samma år. Skowronski har varit medlem i popgruppen NEXX och var under en period även med i showgruppen Male. Han har varit med i Melodifestivalen 2007, där han dansade och körade bakom Elin Lanto och Jimmy Jansson. Tillsammans med resten av den tidigare ensemblen från den svenska Mamma Mia!-uppsättningen spelade han in all körmusik till Mamma Mia! The Movie. 2009 belönades Skowronski och de andra medlemmarna i NEXX med pris för årets internationella hit på Eska Music Awards i Polen och som årets nykomling i Rumänien. Gruppen har turnerat i Östeuropa.
2025 vann Robert Melodifestivalen som medkompositör till låten ”Bara Bada Bastu” med gruppen KAJ. Den slutade på en fjärdeplats i Eurovision och klev som första svenskspråkiga låt någonsin in på Spotifys Globala Topp 50 lista. 
Numera är Skowronski även delägare i musikbolaget och förlaget Emperial. Några av artisterna han samarbetat med som A&R är KAJ, Medina, Meira Omar, Tungevaag & Raaban, LIAMOO, Anis Don Demina, Samir & Viktor, Theoz, Alina Devecerski, Alcazar, Sanna Nielsen, Oscar Zia, David Lindgren, Molly Sandén, Christian Walz, Swingfly, John Lundvik, Charlotte Perrelli och Youngblood.
Han är bosatt i Stockholm

## Musikaluppsättningar
- 2003 – Ensemble i Victor/Victoria av  Blake Edwards, Leslie Bricusse, Henry Mancini och Frank Wildhorn, regi Anders Aldgård, Oscarsteatern[2][3]
- Mamma Mia! - Cirkus (Ensemble och 1:a cover för Pepparn)
- Chicago - (Norge)
- La Cage Aux Folles - (Danmark)
- Grease - (Norge)
- The Producers - (Danmark)